# Melomys cervinipes
Melomys cervinipes — вид гризунів родини мишевих (Muridae). Зустрічається вздовж східних прибережних регіонів Австралії.

## Морфологічна характеристика
Довжина тіла становить від 9 до 17 сантиметрів, хвіст від 11 до 17 сантиметрів. Тіло кремезне, вуха близько розташовані. Верхня частина цього виду має піщано-коричневий колір, плями на нижній частині сірі та білуваті. Хвіст безшерстий, шкіра якого має багряний відтінок. Поверхневі відмітні характеристики включають м’яке і коротке хутро, без довгих захисних волосків інших видів і притиснуте до тіла.

## Спосіб життя
Тварини часто тримаються біля невеликих водойм. Зазвичай проводять періоди відпочинку в гніздах, які будують із трави та листя на пальмах. Їх раціон складається в основному з насіння рослин і фруктів.
Репродуктивний період у цих тварин припадає на сезон дощів, зазвичай з листопада по квітень. Самиця народжує до 4 дитинчат за один виводок.